# Chézy-en-Orxois
Chézy-en-Orxois település Franciaországban, Aisne megyében. Lakosainak száma 377 fő (2022. január 1.). Chézy-en-Orxois Brumetz, Dammard, La Ferté-Milon, Gandelu, Macogny, Montigny-l’Allier, Saint-Gengoulph és Marolles községekkel határos.

## Népesség
A település népességének változása:
| Lakosok száma | 381  | 302  | 324  | 377  | 391  | 408  | 404  | 390  | 385  | 377  |
|               | 1968 | 1982 | 1990 | 2006 | 2013 | 2015 | 2017 | 2019 | 2020 | 2022 |